# Bolero (región)

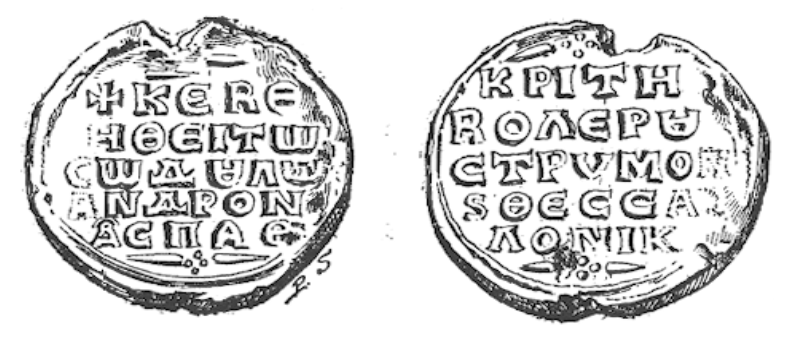
Sello de Andrónico, protospatario y krites de Bolero, Estrimón y Tesalónica.

Bolero (en griego: Βολερόν) era el nombre de una región y una provincia bizantina en el sudoeste de Tracia durante la Edad Media.
La región se menciona por primera vez en la Vida de San Gregorio de Decápolis a mediados del siglo ix, y se designa el área encerrada entre el río Nesto al oeste, las montañas Ródope al norte, el desfiladero de Corpiles al este y el mar Egeo al sur. A principios del siglo xi, se convirtió en una unidad administrativa distinta, pero tuvo una historia accidentada: una diócesis (distrito fiscal) en 1047, está atestiguada como un tema separado —con al menos dos bandas conocidas, Mosinópolis y Periteorion— en 1083, pero la mayoría de las veces se encuentra como parte de una provincia compuesta junto con los temas más antiguos de Tesalónica y Estrimón.
Después de la disolución del Imperio bizantino tras la cuarta cruzada, la región cayó en manos del Reino de Tesalónica y siguió su suerte hasta su conquista por el Imperio de Nicea. En c. 1246, Juan III Ducas Vatatzés reconstituyó Bolero como la provincia separada de Bolero-Mosinópolis. A principios del siglo xiv, bajo los emperadores Paleólogo, se unió nuevamente con Estrimón y Serres en un tema más amplio, pero en 1344 había declinado en estatus, como un documento fechado en ese año considera Bolero (junto con Serres, Estrimón y otras localidades) un mero castro (un pequeño distrito centrado en un asentamiento fortificado), en lugar de themas propios.